# Uchon
Uchon ist eine französische Gemeinde mit 97 Einwohnern (Stand: 1. Januar 2022) im Département Saône-et-Loire in der Région Bourgogne-Franche-Comté (vor 2016 Bourgogne). Die Gemeinde gehört zum Arrondissement Autun und zum Kanton Autun-2 (bis 2015 Mesvres).

## Geografie
Uchon liegt etwa 17 Kilometer südsüdwestlich des Stadtzentrums von Autun. Umgeben wird Uchon von den Nachbargemeinden La Chapelle-sous-Uchon im Norden, Saint-Symphorien-de-Marmagne im Osten und Nordosten, Charmoy im Süden und Südosten sowie La Tagnière im Süden und Westen.

## Bevölkerungsentwicklung
| Jahr                      | 1962 | 1968 | 1975 | 1982 | 1990 | 1999 | 2006 | 2013 |
| Einwohner                 | 116  | 89   | 73   | 67   | 55   | 85   | 95   | 105  |
| Quelle: Cassini und INSEE |      |      |      |      |      |      |      |      |

## Sehenswürdigkeiten
- Kirche Saint-Roch
- Burgruine Uchon
- Oratorium von Belle-Croix, Monument historique
- Signal d’Uchon

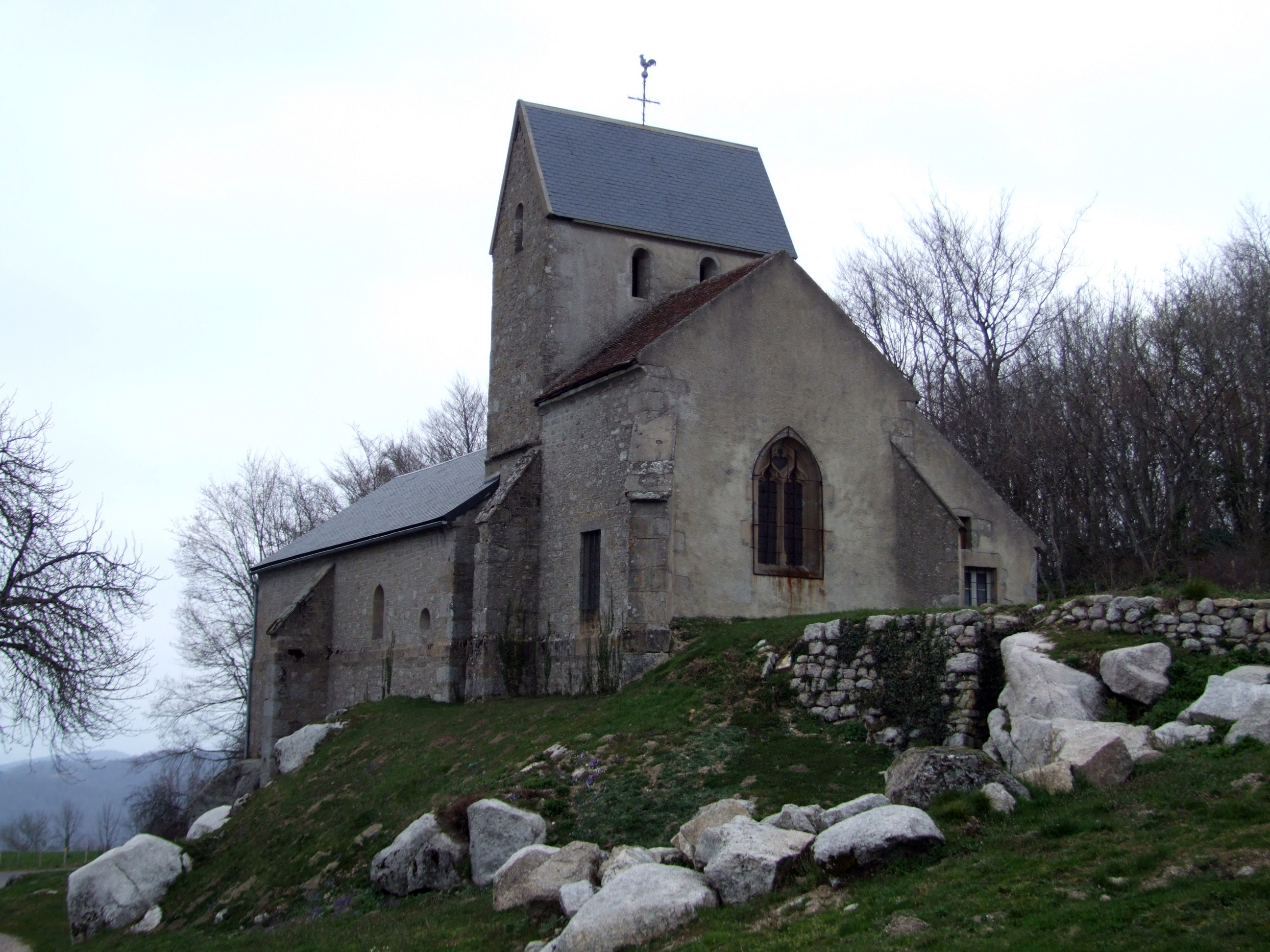
Kirche Saint-Roch
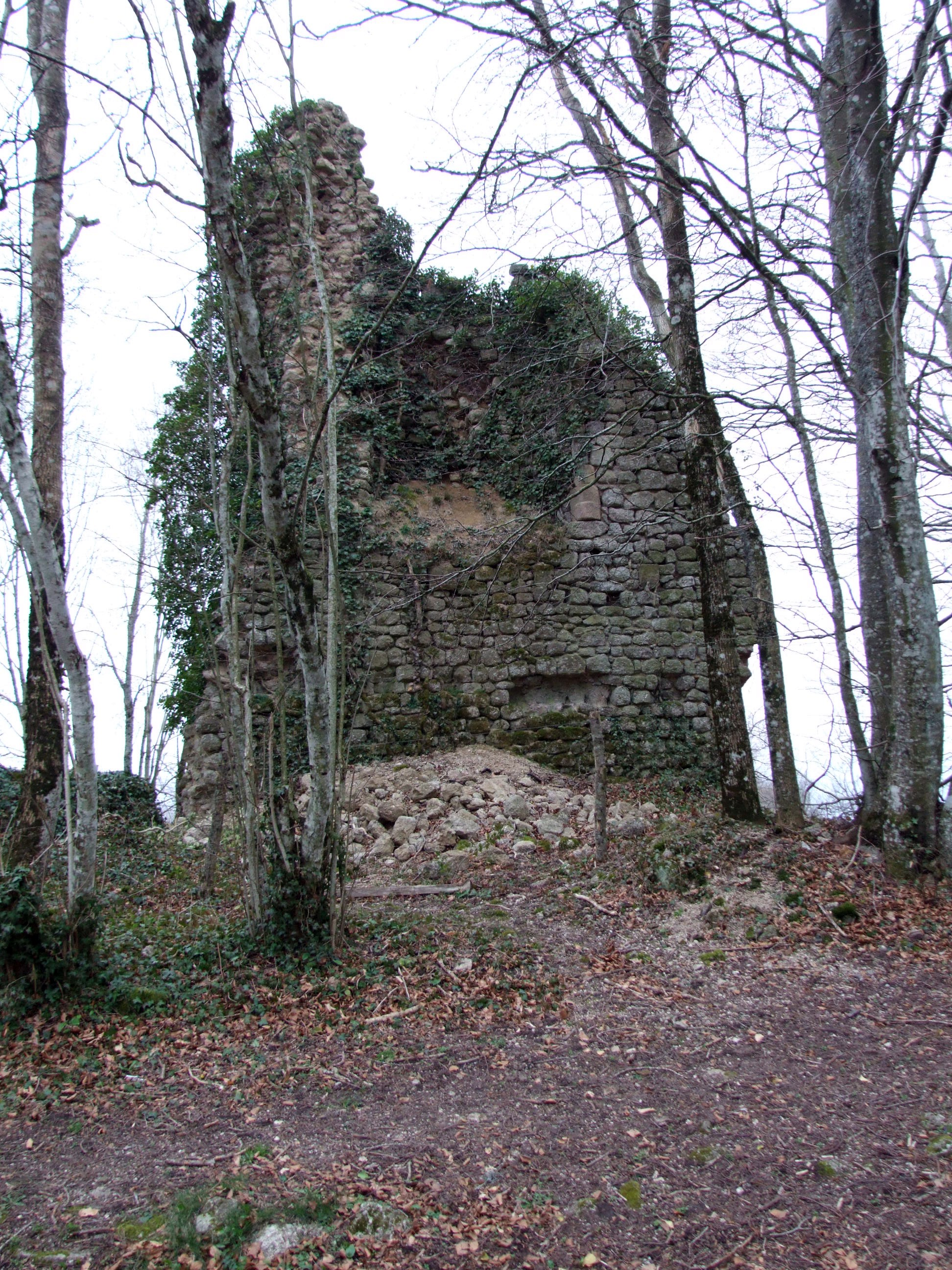
Burgruine Uchon